# ANF Les Mureaux 190
L'ANF Les Mureaux 190 fu un caccia intercettore leggero, monomotore e ad ala bassa, sviluppato dall'azienda aeronautica francese Ateliers de Construction du Nord de la France et des Mureaux negli anni trenta e rimasto allo stadio di prototipo.
Realizzato su una specifica emessa dal Service technique de l'aéronautique (STAé) per conto del Ministère de l'Air e destinato all'Armée de l'air, l'aeronautica militare francese, venne accreditato di buone potenzialità che vennero tuttavia vanificate dalla scarsa affidabilità dalla motorizzazione adottata; di conseguenza il suo sviluppo venne abbandonato.

## Storia del progetto
Il 13 luglio 1934 il Service technique de l'aéronautique (STAé) emise una nuova specifica C1, relativa cioè ad un nuovo modello da caccia monoposto. Più volte modificato, il programma venne congelato il 16 novembre 1935, dando luogo a due categorie di velivoli, caccia leggeri equipaggiati con motori da 400 a 500 CV e caccia pesanti motorizzati con unità da 800 a 1 000 CV. Tra le caratteristiche indicate dalla specifica, i caccia leggeri (identificati anche come "chasseurs Jockey") non avrebbero dovuto superare i 2 500 kg e raggiungere una velocità massima di almeno 450 km/h.
La ANF Les Mureaux affidò il progetto al direttore del suo ufficio tecnico, l'ingegnere André Brunet, il quale disegnò un velivolo dall'impostazione moderna, di costruzione interamente metallica, caratterizzato dalla velatura monoplana ad ala a pianta ellittica, posizionata bassa sulla fusoliera.
Il primo prototipo, identificato come 190.01 e realizzato presso gli stabilimenti aziendali a Les Mureaux, iniziò i test nel luglio 1936, equipaggiato con un motore Salmson 12Vars, un 12 cilindri a V rovesciato e raffreddato ad aria, in grado di erogare in quella versione una potenza pari a 450 CV (331 kW). L'unità motrice venne scelta per i suoi ridotti ingombri frontali, per la leggerezza, essendo privo degli accessori tipici di quelli dotati di impianti di raffreddamento, e per la possibilità di integrare un cannoncino aeronautico calibro 20 mm collocato tra le bancate e sparante attraverso il mozzo dell'elica. Venne presentato al pubblico nel novembre 1936 esposto al Grand Palais in occasione della 15ª edizione del Salon d'Aviation di Parigi ricevendo buone recensioni che lo definirono dotato di buona manovrabilità.

## Tecnica
Il 190 era un velivolo dall'impostazione moderna, di costruzione interamente metallica, che riproponeva l'aspetto dei pari ruolo: un monomotore in configurazione traente, monoplano ad ala bassa, monoposto a carrello fisso.
La fusoliera, realizzata con struttura metallica ricoperta da pannelli in duralluminio, era caratterizzata dall'unico abitacolo chiuso riservato al pilota al quale si accedeva tramite il tettuccio apribile a scorrimento. Posteriormente terminava in un impennaggio classico monoderiva dai piani orizzontali a sbalzo.
La velatura era monoplana, posizionata bassa sulla fusoliera ed a pianta ellittica.
Il carrello d'atterraggio era fisso, con i due elementi anteriori indipendenti con gambe di forza ammortizzate, dotato di ruote carenate ed integrato posteriormente da un ruotino d'appoggio posizionato sotto la coda.
La propulsione era affidata ad un motore Salmson 12Vars, un 12 cilindri a V rovesciato raffreddato ad aria in grado di erogare, in quella versione, una potenza pari a 450 CV (331 kW), posizionato all'apice anteriore della fusoliera, chiuso in una cofanatura metallica, dotata anteriormente di una presa d'aria frontale, e dalla quale uscivano singolarmente i collettori di scarico, ed abbinato ad un'elica bipala metallica.
L'armamento previsto era affidato ad una coppia di mitragliatrici calibro 7,5 mm posizionate nel profilo alare e sparanti fuori dal disco dell'elica, così da non richiedere alcun dispositivo di sincronizzazione, più un cannoncino aeronautico Hispano-Suiza HS.404 calibro 20 mm collocato tra le bancate e sparante attraverso il mozzo dell'elica.

## Impiego operativo
Le prove in volo aziendali rivelarono però un irrisolvibile problema legato al motore che, per la sua particolare disposizione dei pacchi radianti dei cilindri, creava problemi di surriscaldamento degli ultimi della fila compromettendo l'affidabilità del propulsore. Dato che i continui problemi al motore impedivano la regolare evoluzione del modello, nel 1937 si decise di interrompere i lavori di sviluppo, ed anche una variante dotata di carrello retrattile, indicata come ANF Les Mureaux 191, non lasciò mai il tavolo da disegno. Tuttavia, dopo la costituzione del consorzio Société nationale de constructions aéronautiques du Nord (SNCAN), Brunet rielaborò il progetto originale nel Potez 230 che si può ritenere la sua naturale evoluzione.

### Periodici
- Il caccia leggero Mureaux 190 C1, in Rivista Aeronautica, n. 2, Roma, Istituto Poligrafico dello Stato, aprile XIII,  pp. 304-307.